# 70-puntenplan (Vlaams Blok)
Het 70-puntenplan is een in 1992 door het Vlaams Blok opgesteld plan als 'antwoord op het vreemdelingenprobleem'.

## Toelichting
Het plan draagt als volledige titel Immigratie: de oplossingen. 70 voorstellen ter oplossing van het vreemdelingenprobleem.
De eerste versie van het 70-puntenplan werd op 6 juni 1992 door voorman Filip Dewinter gepresenteerd tijdens het colloquium Immigratie: het Westen voor de keuze. Het was een reactie op de uitspraak van Paula D'Hondt, toenmalig koninklijk commissaris voor het migrantenbeleid, dat een "terugkeerbeleid" onrealistisch is. Het 70-puntenplan wilde aantonen dat zo'n terugkeerbeleid wel gerealiseerd kon worden.
Op dit plan kwam hevige kritiek omdat het in strijd zou zijn met het Europees Verdrag voor de Rechten van de Mens (EVRM). Als hoofd van de juridische dienst van het Vlaams Blok schaafde jurist Jurgen Ceder dit plan bij. In oktober 1996 pakte het Vlaams Blok vervolgens uit met een nieuwe versie van het 70-puntenplan, die – volgens de partij – in lijn is met het EVRM.
Het Vlaams Belang (de opvolger van het Vlaams Blok, dat in 2004 veroordeeld werd voor racisme) heeft dit 70-puntenplan nooit expliciet afgezworen omdat het "niet meer relevant" is.
Ironisch genoeg stelde de Belgische Liga voor Mensenrechten in 2015 dat, hoewel het Vlaams Blok (Vlaams Belang) nooit een regeringspartij is geweest, voor de periode tot 2015, het merendeel van de punten van het controversiële plan ofwel toch door regeringspartijen werd uitgevoerd, ofwel geen taboe meer is. Volgens tijdschrift de knack zijn er echter maar 7 van de 70 effectief uitgevoerd in een artikel dat laatst bijgewerkt is in 2021. Feit is dat anno 2015 de immigratiepolitiek ten gevolge van de Europese vluchtelingencrisis verstrengd is.

## De punten
Een overzicht van de zeventig punten die in het plan waren opgenomen:
1. Opdoeken van het Centrum voor Gelijkheid van Kansen en Racismebestrijding
2. Ontmaskeren en ontmantelen van de vreemdelingenlobby
3. Oprichten van een parlementaire commissie i.v.m. het immigratie- en vreemdelingenprobleem
4. Oprichting van een staatssecretariaat voor immigratiezaken
5. Uitvoeren van een studie in verband met de kosten/batenanalyse van de massale aanwezigheid van vreemdelingen in ons land
6. Bekendmaken van de statistieken in verband met de vreemdelingencriminaliteit
7. Organiseren van een volksraadpleging over het immigratieprobleem
8. De integratiepolitiek afwijzen
9. Geen stemrecht voor vreemdelingen
10. Nationaliteit als voorwaarde voor benoeming in sociale organen die wegen op de politieke besluitvorming
11. Nationaliteit als voorwaarde voor benoeming in door de overheid samengestelde adviesraden of publiekrechtelijke beheersorganen
12. Strenge controle op politieke vreemdelingenorganisaties
13. Verbod op buitenlandse politieke propaganda
14. De erkenning van de islamitische eredienst intrekken
15. Het aantal moskeeën drastisch verminderen
16. Recht en orde herstellen in de gettowijken
17. Het moslimfundamentalisme terugdringen
18. De rituele slachtingen verbieden
19. Oprichting van een apart onderwijsnet voor islamitische vreemdelingenkinderen
20. De mundialistische en multiculturele indoctrinatie in de scholen afschaffen
21. Het non-discriminatiepact opzeggen en de non-discriminatiecode afwijzen
22. Tewerkstelling in het openbaar ambt reserveren voor wie over onze nationaliteit beschikt
23. Werk voor eigen volk eerst
24. Sociale huisvesting voor eigen volk eerst
25. Het herinvoeren van de nationaliteit door afstamming
26. De sinds 1991 toegekende nationaliteitsverwervingen herzien
27. Strenge naturalisatievoorwaarden invoeren
28. Invoeren van een burgerschapsproef voor het verwerven van de nationaliteit
29. Het onder voorbehoud toekennen van de nationaliteit
30. De sinds 1974 toegekende naturalisaties evalueren
31. De dubbele nationaliteit onmogelijk maken
32. Het systeem van familiehereniging afschaffen en de na 1974 afgesloten bilaterale akkoorden die de familiehereniging aanmoedigen opheffen
33. Schijnhuwelijken streng bestraffen
34. De akkoorden van Schengen en Dublin afwijzen
35. Strenge grenscontroles invoeren
36. Inschrijven van het territorialiteitsprincipe in de conventie van Genève
37. Invoeren van een lijst van politiek onveilige landen
38. Vreemde studenten moeten na het beëindigen van hun studies terugkeren naar hun land van herkomst
39. Gesloten opvangcentra voor asielzoekers oprichten
40. Illegalen daadwerkelijk uitwijzen en repatriëren
41. Oprichten van een vreemdelingenpolitie
42. Hervormen van de uitwijzingsprocedure voor geweigerde kandidaat politieke vluchtelingen
43. Oprichten gesloten opvangcentra buiten bebouwde zones
44. Afschaffen niet-verwijderingsprincipe
45. Verhogen repatriëringsbudget
46. Illegale vreemdelingen die weigeren hun identiteit bekend te maken, bestraffen
47. Bestraffen van het helpen onderduiken van illegalen en uitgeprocedeerden
48. Uitwijzing van criminele vreemdelingen
49. De sociale zekerheid splitsen
50. Oprichten van een ‘terugkeerfonds’
51. Terugkeerpremie uitreiken
52. Invoeren van een belasting op de tewerkstelling van niet-Europese vreemdelingen
53. Een algemene arbeidskaart, beperkt tot een bedrijfstak, invoeren
54. Kinderbijslag voor niet-Europeanen verminderen
55. Verplichte terugkeer na vijf maanden werkloosheid
56. Afschaffen van kinderbijslag voor kinderen opgevoed in het buitenland
57. Werkloosheidsvergoedingen voor niet-Europeanen verminderen
58. Intersectoriële immobiliteit invoeren
59. Beperken van het eigendomsrecht van niet-Europese vreemdelingen
60. De ontwikkelingshulp reorganiseren
61. Investeren in tewerkstelling
62. Investeren in huisvesting
63. Onderwijs aanpassen aan noden van landen van herkomst
64. Economische samenwerking tussen Europa, Turkije en Noord-Afrika verbeteren
65. Stedelijke en gemeentelijke samenwerking
66. Inventarisering van bedrijven en firma’s die willen investeren in Turkije en Noord-Afrika
67. Bilaterale akkoorden afsluiten met de landen van herkomst
68. Onmiddellijke terugkeer van illegalen, criminelen en werklozen
69. De terugkeer van de eerste generatie vreemdelingen
70. De terugkeer van de tweede en derde generaties vreemdelingen

Gerelateerde onderwerpen: Partijprogramma · 70-puntenplan · Cordon sanitaire · Racismeklacht